# Billy Conn
Pour les articles homonymes, voir Conn.
Billy Conn est un boxeur américain né le 8 octobre 1917 et mort le 29 mai 1993 à Pittsburgh, Pennsylvanie.

## Carrière

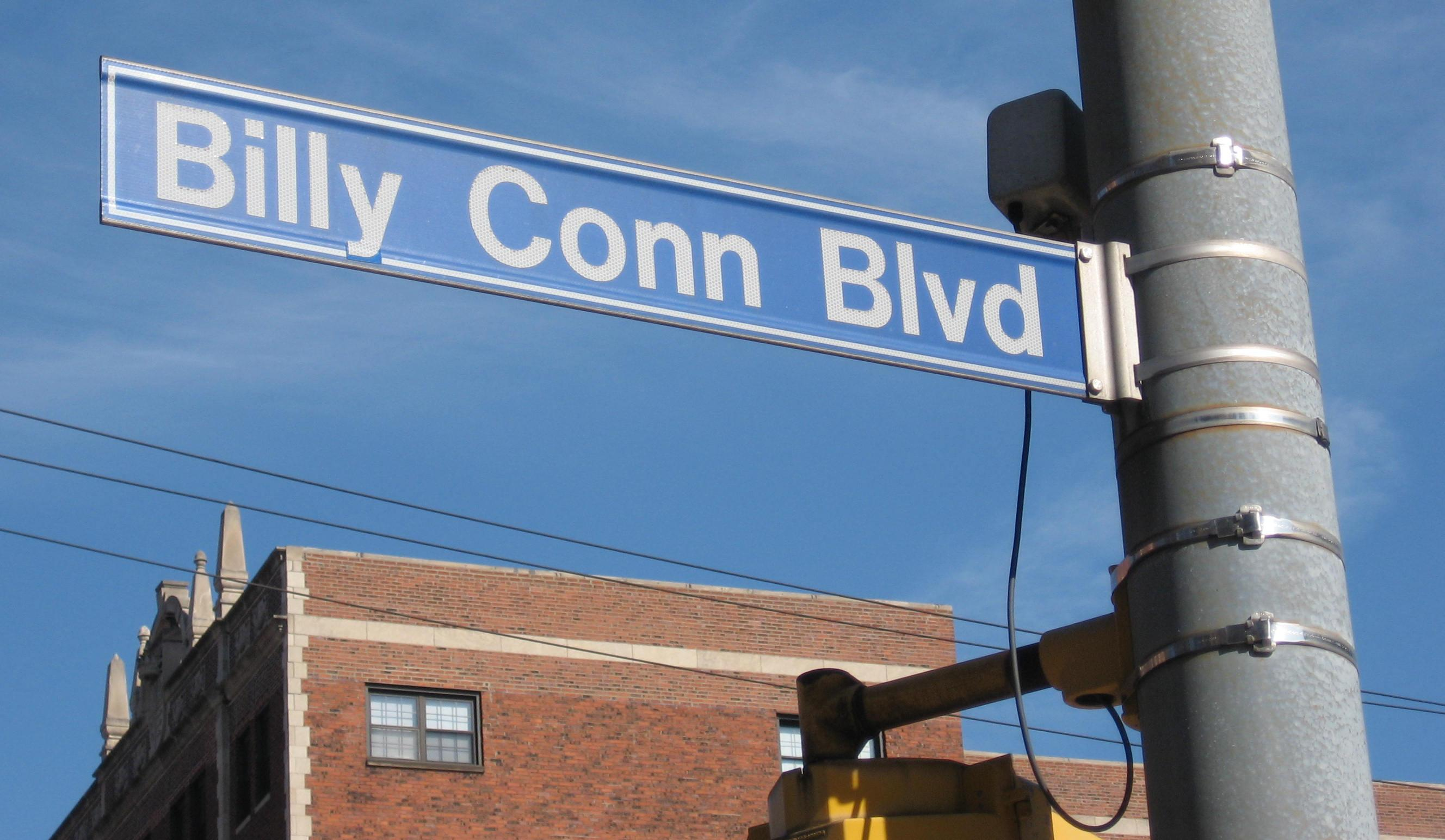
Billy Conn Boulevard à Pittsburgh

Il devient champion du monde des poids mi-lourds le 13 juillet 1939 en battant aux points Melio Bettina. Il confirme ce résultat lors du combat revanche et conserve ses titres NBA (National Boxing Association) et NYSAC (New York State Athletic Commission) à deux reprises contre Gus Lesnevich en 1939 et 1940.
Conn passe ensuite en poids lourds et défie le champion du monde de la catégorie, Joe Louis, le 14 novembre 1941. Bien que menant aux points dans la première partie du combat, il est mis KO par Louis au 13e round. Un second affrontement a lieu le 19 juin 1946 et Conn est à nouveau battu avant la limite (KO au 8e round). Il met un terme à sa carrière en 1948.

## Distinctions
- Billy Conn est élu boxeur de l'année en 1940 par Ring Magazine.
- Il est membre de l'International Boxing Hall of Fame depuis sa création en 1990.